# Pentàpolis filistea
La Pentàpolis filistea fou un conjunt de cinc ciutats filistees: Ascaló, Asdod, Ecron, Gath i Gaza. Segons la Bíblia els filisteus governaven en aquestes cinc ciutats estats fins a l'uadi Gaza al sud i el riu Yarqon al nord, i sense precisar límit per l'est (a l'oest era la mar Mediterrània). La Bíblia anomena aquesta ciutats com els enemics més perillosos d'Israel.